# Fuji Art Association
De Fuji Art Association ('Fuji' verwijst naar de vulkaan in Japan) is de naam waaronder zich de derde generatie (Groningse) schilders verzamelde als geestverwanten van De Groep (Wout Muller, Henk Helmantel en Matthijs Röling), met in hun kielzog de vierde generatie (Groningse) schilders Dinie Bogaart, Douwe Elias, Rachel Dieraert, Sam Drukker, Pieter Pander, Noëlla Roos, Clary Mastenbroek, Trudy Kramer, Ger Siks en Aart Schonk.

## Exposities
Zij exposeerden en exposeren veel in het Drents Museum te Assen, Galerie Wiek XX (spreek uit: 'Wiek 20') in Nieuweschans en Museum De Buitenplaats in Eelde.

## Noordelijk/onafhankelijk realisme
Zij presenteren zich ook wel als het noordelijk realisme en worden ook wel tot de De Onafhankelijke Realisten gerekend.